# Jeanne Labourbe

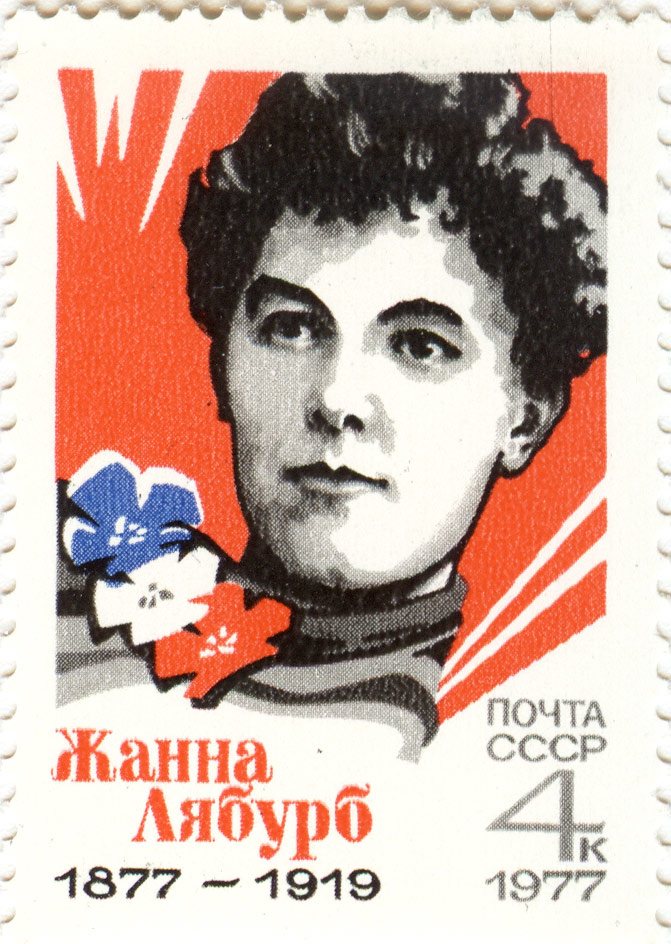

Jeanne Marie Labourbe (* 8. April 1877 in Lapalisse, Frankreich; † 1./2. März 1919 in Odessa, Ukraine) war eine französische Kommunistin.

## Leben
Labourbe kam 1896 ins Russische Reich, arbeitete als Lehrerin in Tomaszów und schloss sich der revolutionären Bewegung an. Während der Oktoberrevolution im Jahr 1917 leistete sie aktive Arbeit in der Moskauer Organisation der Bolschewiki und nahm an der Gründung des Klubs der kommunistischen Internationalisten „III. Internationale“ teil. 1918 gehörte sie zu den Gründern der französischen kommunistischen Gruppe in Moskau, die sie zusammen mit Inessa Armand leitete, Labourbe als Vorsitzende, Armand hielt die Verbindung zum Zentralkomitee. Ab Beginn des Jahres 1919 war Jeanne Labourbe zur Untergrundarbeit in Odessa. Als Mitglied des ausländischen Kollegiums beim Odessaer illegalen Parteikomitee betrieb sie mündliche und schriftliche Propaganda unter den französischen Interventionstruppen. Sie war eine der Organisatoren des Aufstands in der französischen Schwarzmeerflotte. Am Vorabend des Aufstands wurde sie vom französischen und weißen Militär verhaftet und in der Nacht vom 1. auf den 2. März 1919 erschossen.

## Rezeption
In den 1920er Jahren hatte eine Jugendgruppe der Kommunistischen Partei Frankreichs (PCF) den Namen Kinder von Jeanne Labourbe. 1935 erschien in der Tageszeitung L’Humanité ein Artikel mit Fotos u. a. von Clara Zetkin, Rosa Luxemburg, Inessa Armand und Jeanne Labourbe. Die Frauen wurden als Beispiele für Kämpferinnen beschrieben, die für Entschlossenheit, Willensstärke und körperliche Kraft stehen.
In dem Spielfilm Das Geschwader zieht nach Westen von 1965 über den Aufstand in der französischen Schwarzmeerflotte spielt die Person Labourbes, dargestellt von Elsa Leshdej, eine der tragenden Rollen.
Zum 100. Geburtstag von Jeanne Labourbe gab die Post der Sowjetunion 1977 eine Briefmarke mit ihrem Porträt heraus.
In Frankreich sind Straßen nach Jeanne Labourbe benannt sowie Kinderkrippen und Vorschulen, wie die École maternelle publique Jeanne Labourbe in Saint-Martin-d’Hères.